# Oriximiná
Oriximiná là một đô thị thuộc bang Pará, Brasil. Đô thị này có diện tích 107603 km², dân số năm 2007 là 53999 người, mật độ 0,5 người/km².